# Julien Escudé
Pour les articles homonymes, voir Escudé.
 (septembre 2012).
Si vous disposez d'ouvrages ou d'articles de référence ou si vous connaissez des sites web de qualité traitant du thème abordé ici, merci de compléter l'article en donnant les références utiles à sa vérifiabilité et en les liant à la section « Notes et références ».
Julien Escudé, né le 17 août 1979 à Chartres, est un footballeur international français. 
Il est le frère cadet du joueur de tennis Nicolas Escudé et le fils de l'entraîneur emblématique du Pau FC, Paul Escudé.

## Biographie

### En club
Julien Escudé lance sa carrière en jeunes au Pau Football Club de 1987 à 1994, il pratique également le tennis en étant notamment champion d'Aquitaine chez les 14/15 ans. En 1994, il dispute la Coupe nationale des minimes avec la sélection de la Ligue d'Aquitaine, entraînée par Philippe Bergerôo, mais ne se qualifie pas pour le carré final. Il rejoint le centre de formation professionnel de l'AS Cannes en 1994. Il obtient durant sa formation un Bac S et dispute en 1998-1999 une vingtaine de rencontres en D2.
Lors de l'intersaison 1999, l'AS Cannes doit faire face à des problèmes financiers et doit se séparer de plusieurs joueurs. Courtisé par les Girondins de Bordeaux, champion en titre, Bastia et plusieurs clubs de D2, il privilégie l'aspect sportif et signe au Stade rennais en juillet 1999 pour un montant de 3,5 millions de francs avec à la clé un contrat professionnel de 4 ans. Sa carrière s'affirme alors sur le plan national et même international, puisqu'après les sélections -16, -17 et -18 dont il fut le capitaine, il devient international espoirs, et finaliste de l'Euro espoirs en 2002 sous les ordres de Raymond Domenech.
En 2003, ses performances attirent l'intérêt de clubs de premier plan comme Manchester United mais Escudé décide de devenir le premier français à rejoindre l'Ajax Amsterdam, club préféré de son père décédé quatre ans plus tôt. Julien préfère rester fidèle à la mémoire de Paul Escudé et rejoint l'équipe dirigée par Ronald Koeman, qui a fait appel à lui pour remplacer le départ de l'idole de l'Ajax, Cristian Chivu. Il joue son premier match le jour de son anniversaire, contre Vitesse Arnhem  (victoire 2-1). Dès son arrivée à l'Ajax il découvre la C1 et côtoie des futurs champions : Ibrahimovic, Sneijder, Van der Vaart, Maxwell... Sa première saison se déroule sans accroc : indiscutable dans l'axe, il prend une part active dans la conquête du titre de champion, la première ligne de son palmarès. Sa deuxième saison commence plus difficilement avec des pépins physiques durant la préparation. À son retour Koeman ne l'utilise plus. Mais les résultats tardent à venir et la roue finit par tourner, Escudé retrouve sa place. Durant l'hiver, il marque même trois buts consécutifs en championnat. Il termine la saison en tant que capitaine de l'Ajax, après avoir marqué cinq buts. Escudé soulève son premier trophée en tant que capitaine de l'Ajax en 2005 en remportant la Supercoupe des Pays-Bas. Après la défaite à domicile de l'Ajax contre le Feyenoord Rotterdam le 28 août 2005, Julien Escudé est critiqué par l'entraîneur Danny Blind. Celui-ci ne lui donne plus aucune occasion de jouer avec l'équipe première, au grand étonnement de nombreux observateurs[réf. nécessaire].
N'ayant plus aucun avenir au club avec l'entraîneur en place, Julien Escudé est vendu au FC Séville en janvier 2006. Il s'impose assez rapidement au FC Séville et remporte la Coupe UEFA quelques mois plus tard. Il remporte également la Supercoupe de l'UEFA.
Le 25 juillet 2012, Escudé signe un contrat de deux saisons en faveur du club turc du Beşiktaş JK.
Le 3 septembre 2014, alors que son contrat en Turquie est terminé, il annonce la fin de sa carrière, bien qu'ayant eu des contacts avec son ancien club du Stade rennais. Mais il préfère "dire stop au bon moment, après 15 ans de carrière".

### Reconversion
En 2015, il ouvre un restaurant de viandes à Madrid.
Depuis novembre 2019, il travaille pour le FC Séville, comme loan manager, responsable des joueurs prêtés par le club.

### Équipe de France
Julien Escudé est appelé en équipe de France pour deux matchs des éliminatoires de la Coupe du monde 2006 contre la Suisse et Israël, fin mars 2005. Cependant, il n'a pas l'occasion de faire ses débuts internationaux lors de ces deux matchs. Le 11 octobre 2006, il honore sa première sélection face aux îles Féroé en étant aligné dès le coup d'envoi au poste de défenseur gauche. Il lui faut attendre le 7 février 2007 pour être aligné une seconde fois en Bleu face à l'Argentine.
Il n'est pas sélectionné pour disputer l'Euro 2008 avec la France, faisant partie des sept réservistes.
À la suite de la retraite de Lilian Thuram, Raymond Domenech essaie de nombreuses compositions différentes pour sa ligne défensive donnant plusieurs fois sa chance à Escudé. Ce dernier inscrit un but contre son camp lors du match nul face à la Roumanie le 5 septembre 2009. Il est titularisé pour le match de barrage décisif pour la qualification à la Coupe du monde 2010 face à la république d'Irlande mais doit sortir après moins de 10 minutes de jeu avec le nez fracturé à la suite d'un choc avec Patrice Évra. Sa dernière sélection remonte au 3 mars 2010 lors du match amical face à l'Espagne (défaite 0-2).

## Statistiques
| Saison    | Club           | Championnat | Championnat | Championnat | Coupe(s) nationale(s) | Coupe(s) nationale(s) | Supercoupe | Supercoupe | Compétition(s) continentale(s) | Compétition(s) continentale(s) | Compétition(s) continentale(s) | Supercoupe UEFA | Supercoupe UEFA | Sélection | Sélection | Sélection | Total | Total |
| Saison    | Club           | Division    | M.          | B.          | M.                    | B.                    | M.         | B.         | Comp.                          | M.                             | B.                             | M.              | B.              | Équipe    | M.        | B.        | M.    | B.    |
| 1998-1999 | AS Cannes      | Division 2  | 21          | 1           | 1                     | 0                     | -          | -          | -                              | -                              | -                              | -               | -               | -         | -         | -         | 22    | 1     |
| 1999-2000 | Stade rennais  | Division 1  | 21          | 0           | 3                     | 0                     | -          | -          | -                              | -                              | -                              | -               | -               | -         | -         | -         | 24    | 0     |
| 2000-2001 | Stade rennais  | Division 1  | 28          | 0           | 3                     | 0                     | -          | -          | -                              | -                              | -                              | -               | -               | -         | -         | -         | 31    | 0     |
| 2001-2002 | Stade rennais  | Division 1  | 32          | 0           | 6                     | 1                     | -          | -          | Int.                           | 4                              | 0                              | -               | -               | -         | -         | -         | 42    | 1     |
| 2002-2003 | Stade rennais  | Ligue 1     | 30          | 0           | 4                     | 0                     | -          | -          | -                              | -                              | -                              | -               | -               | -         | -         | -         | 34    | 0     |
| 2003-2004 | Ajax Amsterdam | Eredivisie  | 31          | 1           | 1                     | 0                     | -          | -          | C1                             | 7                              | 0                              | -               | -               | -         | -         | -         | 39    | 1     |
| 2004-2005 | Ajax Amsterdam | Eredivisie  | 28          | 5           | 3                     | 0                     | -          | -          | C1+C3                          | 4+2                            | 0+0                            | -               | -               | -         | -         | -         | 37    | 5     |
| 2005-2006 | Ajax Amsterdam | Eredivisie  | 2           | 0           | -                     | -                     | 1          | 0          | C3                             | 2                              | 0                              | -               | -               | -         | -         | -         | 5     | 0     |
| 2005-2006 | Séville FC     | Liga        | 15          | 0           | -                     | -                     | -          | -          | C3                             | 7                              | 0                              | -               | -               | -         | -         | -         | 22    | 0     |
| 2006-2007 | Séville FC     | Liga        | 30          | 1           | 7                     | 0                     | -          | -          | C3                             | 12                             | 0                              | 1               | 0               | France    | 3         | 0         | 53    | 1     |
| 2007-2008 | Séville FC     | Liga        | 16          | 0           | -                     | -                     | -          | -          | C1                             | 5                              | 2                              | 1               | 0               | France    | 4         | 0         | 26    | 2     |
| 2008-2009 | Séville FC     | Liga        | 26          | 1           | 5                     | 0                     | -          | -          | C3                             | 5                              | 0                              | -               | -               | France    | 1         | 0         | 37    | 1     |
| 2009-2010 | Séville FC     | Liga        | 24          | 0           | 8                     | 0                     | -          | -          | C1                             | 4                              | 0                              | -               | -               | France    | 5         | 0         | 41    | 0     |
| 2010-2011 | Séville FC     | Liga        | 28          | 2           | 7                     | 0                     | 2          | 0          | C1+C3                          | 2+5                            | 0+0                            | -               | -               | -         | -         | -         | 44    | 2     |
| 2011-2012 | Séville FC     | Liga        | 24          | 1           | 2                     | 0                     | -          | -          | C3                             | 2                              | 0                              | -               | -               | -         | -         | -         | 28    | 1     |
| 2012-2013 | Beşiktaş JK    | Süper Lig   | 14          | 0           | 3                     | 0                     | -          | -          | -                              | -                              | -                              | -               | -               | -         | -         | -         | 17    | 0     |
| 2013-2014 | Beşiktaş JK    | Süper Lig   | 11          | 2           | 1                     | 0                     | -          | -          | C3                             | 2                              | 0                              | -               | -               | -         | -         | -         | 14    | 2     |

## Matches internationaux
| Matches internationaux de Julien Escudé | Matches internationaux de Julien Escudé | Matches internationaux de Julien Escudé          | Matches internationaux de Julien Escudé | Matches internationaux de Julien Escudé | Matches internationaux de Julien Escudé | Matches internationaux de Julien Escudé                     |
| #                                       | Date                                    | Lieu                                             | Adversaire                              | Résultat                                | Compétition                             | Notes                                                       |
| --------------------------------------- | --------------------------------------- | ------------------------------------------------ | --------------------------------------- | --------------------------------------- | --------------------------------------- | ----------------------------------------------------------- |
| 1                                       | 11 octobre 2006                         | Stade Auguste-Bonal, Sochaux-Montbéliard, France | Îles Féroé                              | V 5 - 0                                 | Éliminatoires de l'Euro 2008            | Titulaire.                                                  |
| 2                                       | 7 février 2007                          | Stade de France, Saint-Denis, France             | Argentine                               | D 0 - 1                                 | Match amical                            | Titulaire.                                                  |
| 3                                       | 28 mars 2007                            | Stade de France, Saint-Denis, France             | Autriche                                | V 1 - 0                                 | Match amical                            | Titulaire.                                                  |
| 4                                       | 8 septembre 2007                        | Stade San Siro, Milan, Italie                    | Italie                                  | N 0 - 0                                 | Éliminatoires de l'Euro 2008            | Titulaire.                                                  |
| 5                                       | 12 septembre 2007                       | Parc des Princes, Paris, France                  | Écosse                                  | D 0 - 1                                 | Éliminatoires de l'Euro 2008            | Titulaire.                                                  |
| 6                                       | 6 février 2008                          | Stade de La Rosaleda, Malaga, Espagne            | Espagne                                 | D 0 - 1                                 | Match amical                            | Entre en jeu à la place de Lilian Thuram à la 46e minute.   |
| 7                                       | 27 mai 2008                             | Stade des Alpes, Grenoble, France                | Équateur                                | V 2 - 0                                 | Match amical                            | Titulaire, remplacé par Patrice Évra à la 46e minute.       |
| 8                                       | 2 juin 2009                             | Stade Geoffroy-Guichard, Saint-Étienne, France   | Nigeria                                 | D 0 - 1                                 | Match amical                            | Titulaire.                                                  |
| 9                                       | 12 août 2009                            | Tórsvøllur, Torshavn, Îles Féroé                 | Îles Féroé                              | V 1 - 0                                 | Éliminatoires de la Coupe du monde 2010 | Titulaire.                                                  |
| 10                                      | 5 septembre 2009                        | Stade de France, Saint-Denis, France             | Roumanie                                | N 1 - 1                                 | Éliminatoires de la Coupe du monde 2010 | Titulaire.                                                  |
| 11                                      | 14 octobre 2009                         | Stade de France, Saint-Denis, France             | Autriche                                | V 3 - 1                                 | Éliminatoires de la Coupe du monde 2010 | Titulaire.                                                  |
| 12                                      | 18 novembre 2009                        | Stade de France, Saint-Denis, France             | République d'Irlande                    | N 1 - 1                                 | Barrages de la Coupe du monde 2010      | Titulaire, remplacé par Sébastien Squillaci à la 9e minute. |
| 13                                      | 3 mars 2010                             | Stade de France, Saint-Denis, France             | Espagne                                 | D 0 - 2                                 | Match amical                            | Titulaire.                                                  |

## Palmarès
- Ajax Amsterdam
  - Champion des Pays-Bas en 2004
  - Vainqueur de la Supercoupe des Pays-Bas en 2005.
- FC Séville
  - Vainqueur de la Coupe UEFA en 2006 et 2007
  - Vainqueur de la Supercoupe de l'UEFA en 2006
  - Vainqueur de la Coupe d'Espagne en 2007 et 2010.

## Anecdote
Julien Escudé aurait dû signer au club de Manchester United en 2002, mais lors d'une promenade, il trébucha sur son chien et se rompit les ligaments du genou. Cette blessure le rendra indisponible trois mois et rendit impossible tout transfert en Premier League.